# Diana Cobos
Diana Cobos (25 de julio de 1990) es una deportista ecuatoriana que compite en judo. Ganó tres medallas en el Campeonato Panamericano de Judo entre los años 2006 y 2015.

## Palmarés internacional
| Campeonato Panamericano | Campeonato Panamericano  | Campeonato Panamericano | Campeonato Panamericano |
| Año                     | Lugar                    | Medalla                 | Categoría               |
| ----------------------- | ------------------------ | ----------------------- | ----------------------- |
| 2006                    | Buenos Aires (Argentina) | Medalla de plata        | –44 kg                  |
| 2011                    | Guadalajara (México)     | Medalla de oro          | –44 kg                  |
| 2015                    | Edmonton (Canadá)        | Medalla de bronce       | –48 kg                  |